# Martin Morning
Martin Morning (Frans: Martin Matin) is een Franse tekenfilmserie van 78 afleveringen van elk 13 minuten, ontworpen in 2002 door Denis Olivieri, Claude Prothée en Luc Vinciguerra, geproduceerd door Les Cartooneurs Associés. De serie wordt in Nederland uitgezonden op Nederland 1 in het kinderprogrammablok van de KRO en in Vlaanderen uitgezonden door VTM Kids

## Plot
De serie draait om Martin, een negen jaar oude jongen die door onbekende oorzaak iedere ochtend wakker wordt als iets anders. Dit kunnen zowel legendarische figuren als echt bestaande figuren zijn, zoals een Merlijn-achtige tovenaar, een farao, een oerman, een vampier, een superheld en veel meer hoedanigheden. Ondanks de veranderingen gaat hij naar school met zijn vrienden. Martins transformaties zijn ook van invloed op zijn omgeving. Zo komt hij altijd personen en situaties tegen die iets te maken hebben met hetgeen waar hij in is veranderd.

## Karakters
- Martin Morning, de hoofdpersoon, is een op zich normale negen jaar oude jongen met rood haar en blauwe ogen, die elke ochtend als hij wakker wordt ontdekt in welke buitengewone hoedanigheid hij is getransformeerd.
- Ole is Martins beste vriend en, ondanks Martins fouten, de grootste fan van zijn veranderingen en de hierop volgende avonturen.
- Roxanne is de beste van Oles en Martins schoolklas. Zij is Martins vriendin, ze beleeft de avonturen van Martins hoedanigheden ook mee.

## Buitenland
De serie is eerder uitgezonden in Frankrijk, Duitsland en China en geeft spelenderwijs inzicht in verschillende beroepen en historische figuren en hoe het als kind zou zijn om een dagje brandweerman, heks, koning, of ridder te zijn.